# Domenico Fancelli
Domenico Fancelli, auch Domenico di Alessandro bzw. in Spanien auch Micer Domingo (* 1469 in Settignano; † 21. April 1519 in Saragossa) war ein italienischer Bildhauer.

## Leben
Domenico Fancelli war der Sohn von Alessandro di Bartolo Fancelli, der bereits 1474 verstarb und Domenico früh zum Waisen machte. Sein Onkel gab ihn deshalb bei einem Steinmetz in die Lehre, bevor er in Florenz ausgebildet wurde. Anhand seiner Werke lässt sich schlussfolgern, dass Domenico auch von Mino da Fiesole in Rom ausgebildet wurde.
Ab 1508 war Fancelli in Spanien tätig. Im Jahr 1509 fertigte er das Grabmal des Erzbischofs Diego Hurtado de Mendoza y Quiñones in der Capilla de la Virgen de la Antigua in der Kathedrale von Sevilla an, welches zuvor Miguel Florentin zugeschrieben wurde. Das Grabmal wurde auf Kosten der beiden Brüder des Erzbischofs geschaffen, welche ebenfalls im Grabmal dargestellt sind. Die Gestaltung lehnt sich dabei an römische Vorbilder, wie das Mausoleum von Papst Paul II an, das von Mino da Fiesole und Giovanni Dalmata geschaffen wurde.
Am 23. Dezember 1510 erhielt Fancelli zehn Goldgulden von Sevillaner Domkapitel für seine Arbeit an Statuen. In den Jahren 1512 und 1513 war er in Genua tätig, was sich anhand einer Zahlungsanweisung vom 21. Oktober 1513 von König Ferdinand belegen lässt. Daraus geht hervor, dass Fancelli in Genua das Alabastergrabmal für Johann von Aragón und Kastilien schuf, welches später nach Ávila in die Klosterkirche Santo Tomás überführt wurde. Das Alabastergrabmal wurde vom Schatzmeister Juan Velazquez Dávila
beauftragt als letztwillige Verfügung von Königin Isabella der Katholischen. Die reichlich dekorierte und in Form einer Pyramide angelegte Tumba scheint vom Grabmal von Sixtus IV. inspiriert worden zu sein, welches von Antonio del Pollaiuolo geschaffen wurde.
Den gleichen Stil verwendete Fancelli auch bei der Gestaltung des Grabmals der „Katholischen Könige“ um 1517 in der Capilla Real. Im Vergleich zum Alabastergrabmal ist die Gestaltung dieses Grabmals üppiger und wirkt etwas überladen und manieriert. Auch dieses wurde in Italien geschaffen und später nach Spanien überführt.
Am 15. Juli 1518 unterzeichnete er den Vertrag für den Bau des Grabmals von Kardinal-Erzbischof Ximenes. Da Fancelli bereits am 21. April 1519 starb, konnte er den Bau des Grabmals nicht vollenden, weshalb sein Schüler Bartolomé Ordóñez die Umsetzung übernahm.

## Werke (Auswahl)
Zu seinen bekanntesten Arbeiten zählen:

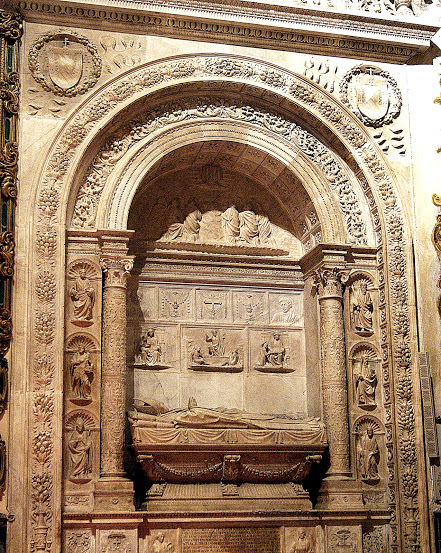
Grabmal von Diego Hurtado de Mendoza y Quiñones, 1509, Kathedrale von Sevilla
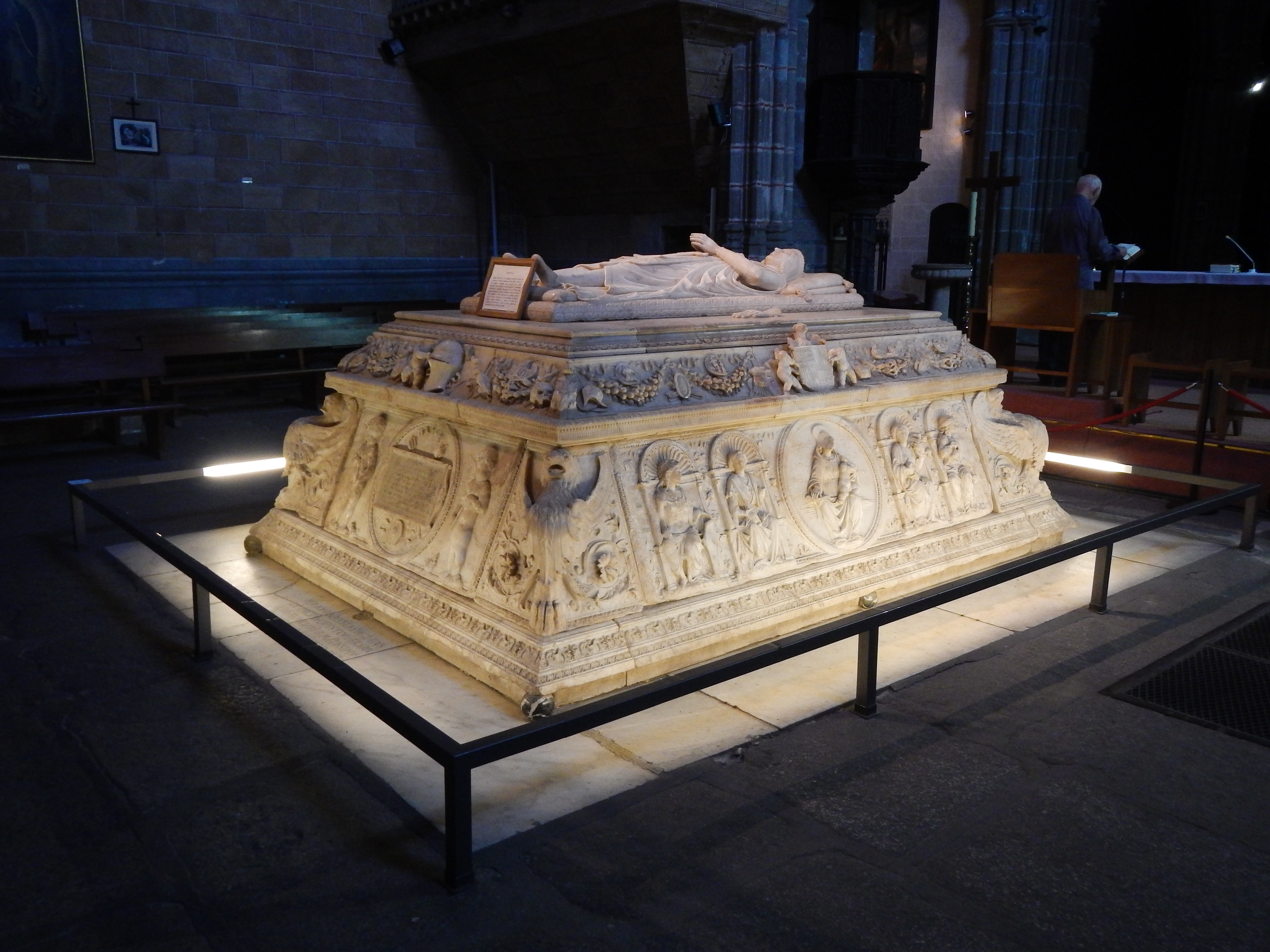
Alabastergrabmal für Johann von Aragón und Kastilien, 1513, Klosterkirche Santo Tomás, Avila
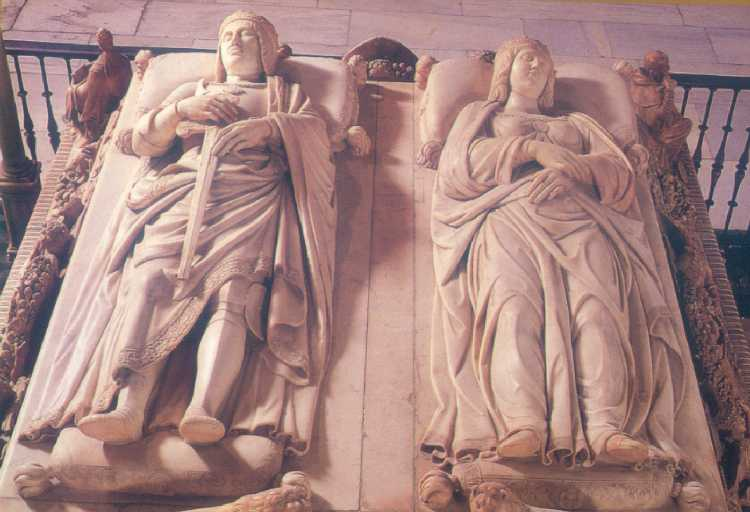
Grabmal der der „Katholischen Könige“, um 1517, Capilla Real

Durch seinen „meisterlichen Porträtstil“ sowie die „nervöse Eleganz seiner edlen Dekorationskunst“ verschaffte sich Fancelli viel Anerkennung in Spanien und hatte daher einen bedeutenden künstlerischen Einfluss. Da Fancellis Stil gegen Ende seiner Schaffenszeit manieriert wirkt ist es nicht verwunderlic, dass auch seine berühmtesten Schüler, Bartolome Ordonez und Vasco de la Zarza, diesen Fehler noch ausgeprägter übernommen haben.